# 1884 (numero)
Milleottocentottantaquattro (1884) è il numero naturale dopo il 1883 e prima del 1885.

## Proprietà matematiche
- È un numero pari.
- È un numero composto da 12 divisori: 1, 2, 3, 4, 6, 12, 157, 314, 471, 628, 942, 1884. Poiché la somma dei suoi divisori (escluso il numero stesso) è 2540 > 1884, è un numero abbondante.
- È un numero rifattorizzabile in quanto divisibile per il numero dei propri divisori.
- È un numero intoccabile.
- È un numero congruente.
- È un numero semiperfetto in quanto pari alla somma di alcuni (o tutti) i suoi divisori.
- È un numero odioso.
- È parte delle terne pitagoriche (785, 1884, 2041), (1020, 1584, 1884), (1413, 1884, 2355), (1884, 2512, 3140), (1884, 5495, 5809), (1884, 24613, 24685), (1884, 49280, 49316), (1884, 73935, 73959), (1884, 98587, 98605), (1884, 147888, 147900), (1884, 221837, 221845), (1884, 295785, 295791), (1884, 443680, 443684), (1884, 887363, 887365).

## Astronomia
- 1884 Skip è un asteroide della fascia principale del sistema solare.

## Astronautica
- Cosmos 1884 è un satellite artificiale russo.